# Tan alto como nos dejen, tan fuerte como podamos
Tan alto como nos dejen, tan fuerte como podamos es el cuarto disco publicado por la banda de rock madrileña Desperados.
Fue lanzado al mercado en 1990 por la discográfica NOLA.

## Lista de canciones
1. Tan alto como nos dejen, tan fuerte como podamos
2. Dulce chica triste
3. Instinto animal a
4. Cruce de cables
5. Chica del striptease
6. No puedo estar mejor
7. Surf en la kasbah
8. Media hora
9. Desengañate
10. Gasolina del amor
11. Echa a andar

## Personal
- Fernando Martín (vocal)
- Guillermo Martín (guitarra eléctrica)
- Rafa Hernández (guitarra eléctrica)
- Amando Cifuentes (bajo eléctrico)
- Tony Vázquez (batería)